# Built to Spill
Built to Spill est un groupe de rock indépendant américain, originaire de Boise, dans l'Idaho. Il est considéré comme l'un des groupes les plus influents du rock indépendant américain durant les années 1990. Le style du groupe se caractérise par des mélodies complexes ainsi qu'une grande virtuosité instrumentale. Le dernier album en date, When the Wind Forgets Your Name, est publié le 9 septembre 2022.

## Biographie

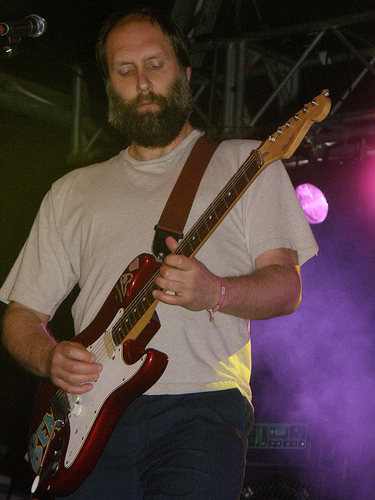
Doug Martsch avec le groupe au Primavera Sound Festival.

### Années 1990
Le groupe se forme en 1992 à Boise, dans l'Idaho, à l'initiative de Doug Martsch, auparavant guitariste et chanteur dans Treepeople,. Il conçoit Built to Spill, « un nom qui ne veut rien dire », comme une formation à géométrie variable lui assurant le contrôle dont il a besoin. Avec Brett Netson (basse, guitare) et Ralf Youtz (batterie), Built to Spill enregistre Ultimate Alternative Wavers, premier album qui sort en 1993. L’année suivante, un deuxième album plus accessible intitulé There's Nothing Wrong with Love permet à Built to Spill de se constituer une solide base de fans aux États-Unis. Enregistré à Seattle par Phil Ek, l’album est qualifié à l’époque par Doug Martsch de « moins expérimental, doté d'un son merdique et légèrement lo-fi ». En 1994, Martsch cofonde le groupe The Halo Benders avec Calvin Johnson.
En 1995, Built to Spill fait la tournée Lollapalooza et obtient le parrainage d’artistes tels que Sonic Youth et Foo Fighters. La même année, le groupe signe sur la major Warner. En 1996, le label K Records publie une compilation de singles et de raretés intitulée The Normal Years,. Toujours en 1996, Doug Martsch recrute Brett Nelson (basse) et Scott Plouf (batterie) pour l’enregistrement d’un nouvel album. Le groupe s’y prend à deux reprises car le master de la première session a été endommagé,.
C’est en 1997 que sort Perfect from Now On. L’album se compose de huit morceaux longs, complexes, atmosphériques, aux arrangements sophistiqués et à la production nettement plus soignée que sur les enregistrements précédents du groupe,,. Cet album est souvent considéré comme l’un des meilleurs et des plus représentatifs de Built to Spill,. En 2003, le magazine musical Pitchfork classe Perfect from Now On à la 22e position des cent meilleurs albums des années 1990.
En 1999 sort l’album Keep It Like a Secret,. Celui-ci marque un retour à un format rock et pop classique. L’album connaît le succès commercial aux États-Unis, une première pour Built to Spill,.

### Années 2000
Built to Spill publie en avril 2000 un premier album live, qui contient notamment une version longue de 20 minutes de la chanson Cortez the Killer de Neil Young. Le groupe publie l'album Ancient Melodies of The Future en janvier 2001. Sam Coomes du groupe Quasi participe à l’enregistrement. Doug Matsch publie un premier album solo en septembre 2002. Suivent les albums de Built to Spill You in Reverse en 2006 et There Is No Enemy en 2009.

### Années 2010: un album
En mai 2010, ils accompagnent Dinosaur Jr en Europe pour une vingtaine de dates. Suit en juillet une tournée nord-américaine avec Kings of Leon et The Stills.
En février 2013, le groupe change de section rythmique : Steve Gere remplace Scott Plouf à la batterie, Jason Albertini du groupe Duster remplace le bassiste Brett Nelson. Ce remaniement retarde l'enregistrement d'un nouvel album dont la sortie, initialement prévue pour 2013, a lieu en avril 2015, toujours chez Warner. Intitulé Untethered Moon, ce huitième album de Built to Spill est suivi d'une tournée nord-américaine d'une quarantaine de dates, incluant le festival Coachella et des affiches partagées avec le groupe Death Cab for Cutie.
Le 14 septembre 2017, le groupe annonce avoir quitté Warner Bros. Records, mettant fin à une collaboration longue de 22 ans.
Pour les vingt ans de leur album Keep It Like a Secret, ils effectuent une tournée européenne puis américaine d'environ 110 dates, d'avril à novembre 2019,.

### Années 2020

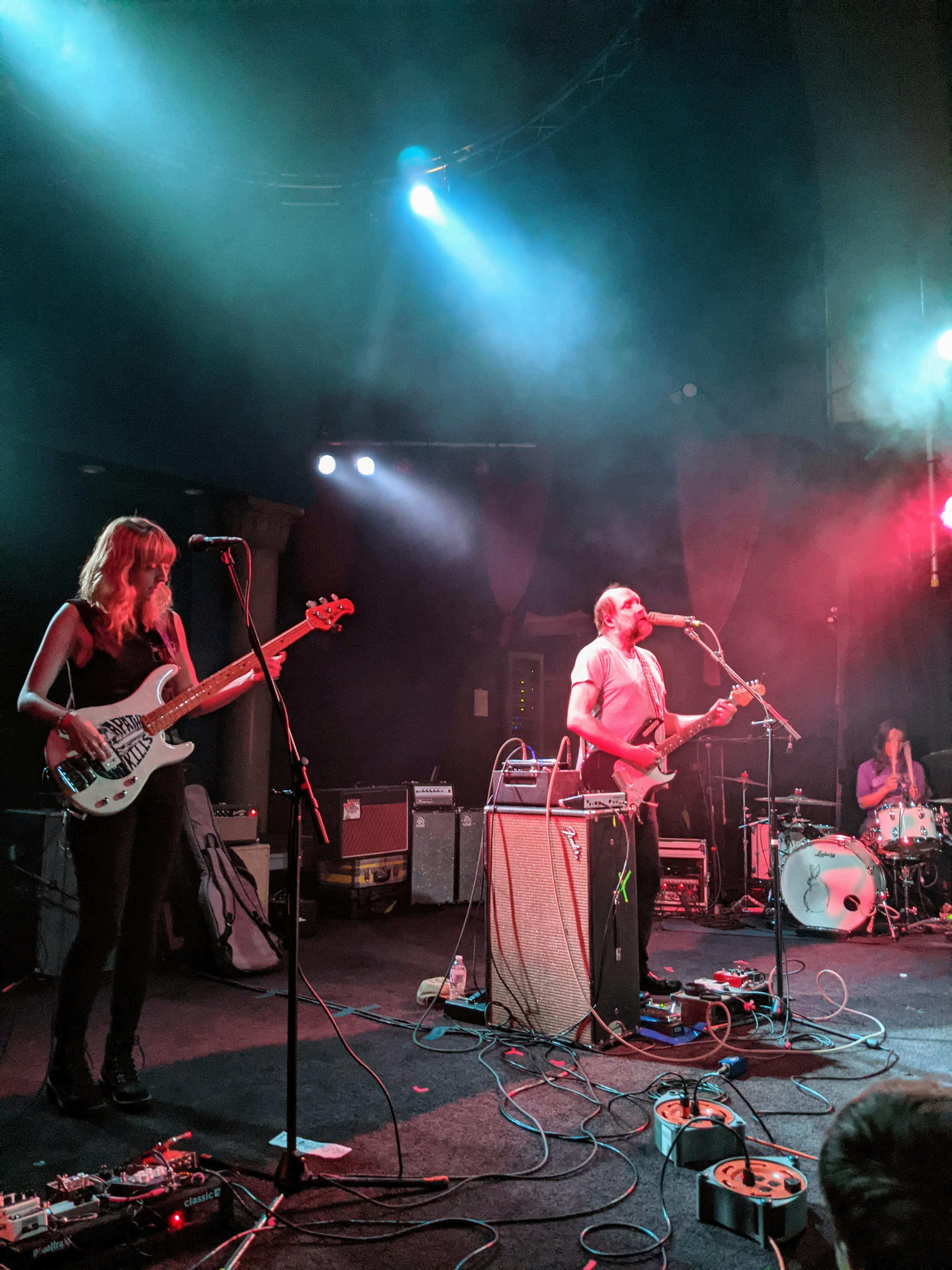
Built To Spill en concert le 29 avril 2023 à Pittsburgh.

En juin 2020 ils publient un recueil de chansons composées par Daniel Johnston trois ans plus tôt, au moment où Built to Spill l'accompagnait sur scène pour une série de concerts.
En octobre 2021, ils annoncent avoir signé un contrat avec le label Sub Pop, en vue de la publication de leur neuvième album, When the Wind Forgets Your Name, le 9 septembre 2022. L'album est enregistré avant la pandémie de Covid-19 aux États-Unis, en compagnie de Le Almeida et João Casaes, issus du groupe de jazz-rock psychédélique brésilien Oruã. Pour l'accompagner ensuite en tournée, Martsch s'entoure de Teresa Esguerra (Prism Bitch) à la batterie, et de Melanie Radford (Blood Lemon) à la basse.
Pour célébrer les trente ans de leur deuxième album There's Nothing Wrong with Love, ils entament une tournée nord-américaine d'environ 40 dates, prévue d'août à septembre 2024. En parallèle, une réédition de l'album au format vinyle est également lancée.

## Formation

### Formation actuelle
- Doug Martsch – chant, guitare
- Melanie Radford – basse (depuis 2019)
- Teresa Esquerra – batterie (depuis 2019)

### Anciens membres
- Brett Nelson – basse, chœurs (1993–2012)
- Scott Plouf – batterie (1996–2012)
- Andy Capps – batterie (1993–1996)
- Ralf Youtz – batterie (1992–1993)
- Brett Netson – basse, guitare (1992–1993; 1997–2015)
- Jim Roth – guitare (1999–2015)
- Jason Albertini – basse (2012–2018)
- Stephen Gere – batterie (2012–2018)
- João Casaes – basse (2018–2019)
- Lê Almeida – batterie (2018-2019)
- Louis McFarland – batterie (2019)

## Discographie

### Albums studio
- 1993 : Ultimate Alternative Wavers (C/Z Records)
- 1994 : There's Nothing Wrong with Love (Up Records)
- 1997 : Perfect from Now On (Warner Bros.)
- 1999 : Keep It Like a Secret (Warner Bros.)
- 2001 : Ancient Melodies of the Future (Warner Bros.)
- 2006 : You in Reverse (Warner Bros.)
- 2009 : There is No Enemy (Warner Bros.)
- 2015 : Untethered Moon (Warner Bros.)
- 2022 : When the Wind Forgets Your Name (Sub Pop)

### EP
- 1995 : Built to Spill Caustic Resin (Up Records)
- 1999 : Carry the Zero (Warner Bros.)
- 1999 : Center of the Universe (City Slang Records)

### Compilations
- 1996 : The Normal Years (K Records)
- 2000 : Live (Warner Bros.)